# سانجار پاشا (اسکله)
سانجار پاشا (به لاتین: Sancar Paşa) یک منطقهٔ مسکونی در قبرس است که در ناحیه اسکله واقع شده‌است. سانجار پاشا ۶۵۲ نفر جمعیت دارد.